# Faro di Murano
Il faro di Murano è un faro di Murano costruito nel 1912.

## Storia
Fin dai tempi della Repubblica di Venezia a  vi è sempre stato un faro. Era costruito sotto forma di torre di legno, sulla cui sommità venivano accesi dei fuochi; la luce prodotta veniva riflessa da un gioco di specchi e illuminava la laguna. L'impiego della torre era comunque molteplice, infatti oltre che fungere da supporto alle navi essa fungeva, durante il giorno, anche da vedetta sul mare.

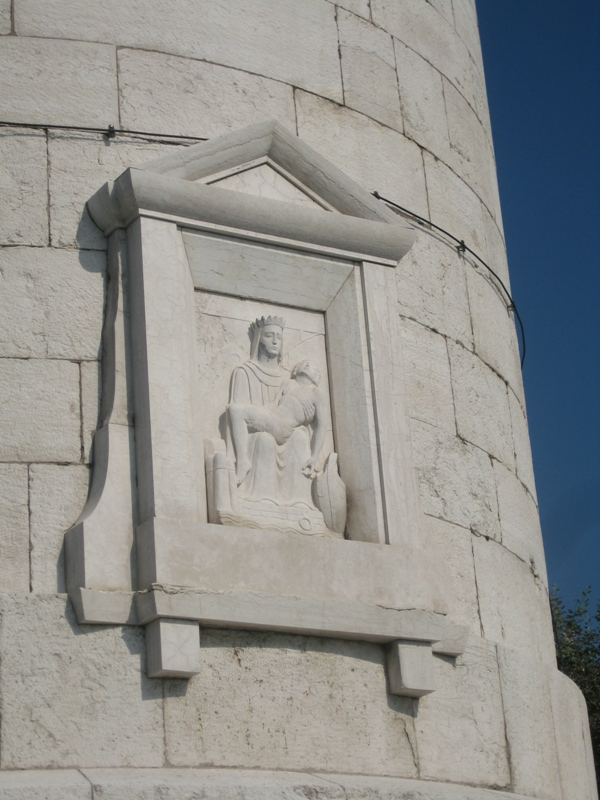
Il bassorilievo posto alla base del faro lato laguna

Risale al 1912 la data ufficiale della costruzione del primo faro a tutti gli effetti: sulla spiaggetta fu costruita una struttura in palafitte sulla quale sorgeva un traliccio in ferro, con tanto di cavana per l'imbarcazione del custode. Una lampada ad olio, girevole, veniva accesa ogni notte dal guardiano, che saliva la scala che correva all'interno del traliccio; solo in seguito si passò all'illuminazione a gas. Il gas acetilenico veniva conservato in bombole che i faristi trasportavano giornalmente dalla terraferma. Per accendere la lampada bisognava recarsi in cima alla torre, per spegnerla si adoperava una maniglia situata a terra che interrompeva l'afflusso del gas.
Negli anni trenta, un'impresa edile diretta dall'ing. Mario Moro, progettò e costruì l'attuale faro in pietra d'Istria. Si presentarono cinque ditte con cinque progetti differenti, alla fine vinse il meno costoso. Il vecchio faro di ferro visse quindi circa ventuno anni, in quanto nel 1934 il faro attuale era già operativo.

## Architettura
La posizione del faro è molto più esposta verso la laguna rispetto alla precedente, infatti è stata circondata da massi di pietra a protezione. Presenta nella parte più bassa due bassorilievi, raffiguranti due Madonne, una situata sopra la porta d'entrata del faro, l'altra posta nella parte opposta in direzione della laguna; verso la sommità sono state dipinte delle strisce nere che stanno ad indicare un "pericolo generico fisso". Fino agli anni sessanta anche questo faro funzionava a gas, in seguito si passò all'alimentazione mediante energia elettrica. Oggi l'accensione è automatizzata e come tutti i fari è gestito dalla Marina Militare. È un'ottica fissa con funzione aeromarittima per tale motivo la cupola superiore è interamente in vetro. Il suo raggio di luce  fisso  ha una luce bianca ed è in allineamento 300° 40' con una serie di altri fanali, di cui è il terminale, in modo da indicare l'accesso dal mare alla bocca di porto del Lido; dal lato opposto, in mare aperto a 3 miglia dalle dighe foranee, si trova l'altro fanale terminale, a luce rossa e bianca.
Ogni faro ha un proprio codice identificativo e viene riconosciuto dall'alternanza e dalla durata dei periodi di luce e di buio